# Tokajski vinogradi
Tokajski vinogradi ili Tokajsko podbrđe (mađarski: Tokaj-Hegyalja) je povijesna oblast u sjeveoistočnoj Mađarskoj koja je poznata po uzgoju i proizvodnji vina. U oblasti se nalaze 28 sela na oko 7.000 hektara vinogradskog zemljišta, od čega je oko 5.000 zasađenih vinovom lozom. 
Oblast je poznata po vinu Tokaji aszú koje je najstarije vino proizvedeno s plemenitom sivom plijesni, oko 1570. godine.
Ova oblast je najranije zaštićena vinogradarska oblast kraljevskom apelacijom iz 1757. godine. Oblast je osobita po lesovitom tlu i mikroklimi osunčanih brdovitih padina i blizinom rijeka Tise i Bodrog. Od autohtonih vrsta vinove loze tu se uzgajaju Moslavac, Hárslevelü, te Žuti muskat (Sárgamuskotály) i Zéta, dok su druge vrste zabranjene. Na tom području je od 15. do 17. st. iskopano mnogo podzemnih podruma u živoj stijeni, u kojima se čuva temperatura od 10 do 12°C, i vlažnost od 85-90 %. 

## Povijest
Vinogradi u Tokaju su postojali već u 12. stoljeću, ali nije poznato tko ih je zasadio. Naime, Kelti su tu obitavali u 1. st. pr. Kr., a pronađen je okamenjeni list vinove loze iz 3. st. kada su tu živjeli Rimljani. Slaveni su se naselili u 5. ili 6. stoljeću, a ime oblasti, "Tokaj", je najvjerojatnije od slavenske riječi "Stokaj" u značenju utoka jedne rijeke u drugu (Bodrog u Tisu). Latini su se naselili za vrijeme Bele III. (1130. – 1162.) i Bele IV. (1235. – 1270.) iz područja Valonije ili Italije, ali je vinogradarstvo u Tokaju pravo procvalo početkom 16. stoljeća.
Tokajska vina su postala važnom trgovačkom robom u 17. stoljeću i izvorom prihoda vladarima Transilvanije. Zahvaljujući ovim prihodima, kraljevići Transilvanije su uspjeli izboriti neovisnost od Habsburgovaca, a kraljević Franjo II. Rákóczi je poklonio mnogo boca francuskom kralju Luju XIV. koji je ovo vino prozvao "Vinum Regum, Rex Vinorum" ("Vino kraljeva, kralj vina").
U 18. stoljeću izvoz ovog vina je doživio vrhunac, osobito prema Poljskoj i Rusiji, a Rusi su čak imali svoju koloniju tu kako bi osigurali kontinuitet izvoza za carski dvor.
Nakon podjele Poljske 1795. godine izvoz je znatno opao, a nakon epidemije filoksere (trtna uš) 1885. godine, većina tokajskih vinograda je propala. Nakon Trianonskog sporazuma 1920. godine, Tokajski vinogradi su podijeljeni između Mađarske i Slovačke koja je dobila njenih oko 120 hektara i izgubili su monopol na domaćem tržištu.
Tijekom komunističke vladavine, Tokajska vina su izgubila na kvalitetu i reputaciji. No, nakon 1990. godine, zahvaljujući velikim investicijama čine se veliki koraci za obnovom ove oblasti, tzv. "Tokajska reenesansa". Danas tu ima preko 600 vinarija od kojih njih 50 proizvode punim kapacitetom.
U želji da zaštiti autohtonu proizvodnju i ime vina "Tokay", Mađarska dans vodi pravnu bitku sa šest država koje svoje vino zovu ovim imenom (Italija, Francuska, Slovačka, Australija, Srbija i Slovenija).